# Quai Amiral-Riboty
Pour les articles homonymes, voir Riboty.
La quai Amiral-Riboty est une voie de Nice (Alpes-Maritimes en région Provence-Alpes-Côte d'Azur).

## Situation et accès
Ce quai du port Lympia est situé entre le quai d’Entrecasteau et le quai du Commerce.

## Origine du nom
Le  quai Amiral-Riboty porte le nom de l’amiral Antoine Auguste Riboty, un fils du comté de Nice, né à Puget-Théniers en 1816, qui servit dans la marine du royaume de Sardaigne puis celle du royaume d’Italie (la Regia Marina). 

## Historique
La forme attendue de l'odonyme est quai de l'Amiral-Riboty (voir à Paris le boulevard de l'Amiral-Bruix).
Ce quai Amiral-Riboty ne doit pas être confondu avec la rue Ribotti, portant le nom d’une autre famille du comté de Nice, la famille Ribotti. 